# Палуджянка
Палуджянка (словац. Palúdžanka) — річка в Словаччині, ліва притока Вагу, протікає в окрузі Ліптовський Мікулаш.
Довжина — 18 км.
Витікає в масиві Низькі Татри на схилі гори Хабенец на висоті 1525 метрів.
Впадає у водосховище Ліптовська Мара біля села Ґаловани на висоті 570 метрів.